# 尊·侯活·披
約翰·霍華德·佩恩（英語：John Howard Payne，1791年6月9日—1852年4月10日）是一名美國演員、詩人和劇作家。

## 著名作品
- 《可愛的家（英语：Home! Sweet Home!）》

## 外部連結
- 來自尊·侯活·披的LibriVox公共領域有聲讀物
- 在Find a Grave上的尊·侯活·披